# Agapanthia transcaspica
Agapanthia transcaspica là một loài bọ cánh cứng trong họ Cerambycidae.